# Caprimulgus solala
Caprimulgus solala là một loài chim trong họ Caprimulgidae.